# Збручки стуб
Збручки стуб или Световид из Збруча (пољ. Światowid ze Zbrucza; укр. Збручанський ідол) је најпознатији словенски многобожачки кумир датиран у IX век. Пронађен је 1848. године у реци Збручу (тадашњој Галицији, данашњој Украјини), а данас се налази у археолошком музеју у Кракову. Сам кумир има четири стране, због чега се најчешће идентификује са Световидом, од којих је свака подељена на три нивоа због чега постоје различита тумачења како тога кога је кумир у ствари представљао, тако и тога шта је представљао.

## Откриће Збручког стуба
Збручки стуб је у августу 1848. године нашао инжењер Корвин у реци Збручу, недалеко од брда Медобори на коме се налазе рушевине непознатог порекла. Он је јахао поред реке и спазио је у њој нешто што је личило на капу, тако да је брзо скочио у воду мислећи да је у питању неки дављеник. Међутим, када је допливао до ње, видео је да је од камена и да је у питању повећи кип. Потом је уз помоћ већег броја волова извукао кип на обалу. Стуб је после тога Корвинов домаћин и локални властелин Зборовски предао грофу Потоцком који га на основу четири главе проглашава за Световида и 1850. године предаје ученом друштву из Кракова.

## Изглед Збручког стуба
Збручки стуб је урађен од кречњака, квадратне је основе и висок је 2,67m. Рељефи на њему су подељени у три различите зоне:
- највишу од 1,67m, на којој се налазе приказане четири људске фигуре и то: три мушке и једна женска, тј. три у ходу и једна на коњу);
- средњу од 0,4m, на којој се налазе четири људске фигуре и то: две мушке и две женске које се држе за руке и формирају својеврсно коло;
- најнижу од 0,67m, на којој се налази једна клечећа фигура и два лика, док је четврта страна празна.